# Lana rigenerata
La lana rigenerata, chiamata anche meccanica, presenta questa denominazione proprio perché è ottenuta dal completo riciclaggio degli indumenti, o dagli scarti di varie lavorazioni, composti in diverse percentuali, di lana. Il ciclo di lavorazioni del rigenerato, detto ciclo rigenerato, comprende quindi tutte quelle lavorazioni che permettono partendo da un capo finito detto straccio di ottenere un tessuto nuovo come colore e come composizione fibrosa. 
Il ciclo rigenerato ed il ciclo cardato, entrambi tradizioni della città di Prato, sono in stretta sintonia tra loro perché tutte le lane rigenerate attraversano poi esclusivamente il ciclo cardato. Questo avviene perché normalmente un filato deve presentare fibre ben coese tra loro, che non permettano lo scorrimento tra di esse con la conseguente perdita di torsioni e sfilacciamento. A questo problema si può ovviare, come avviene nel ciclo pettinato, utilizzando esclusivamente delle fibre lunghe che presentino nel filato la coesione necessaria per affrontare le lavorazioni successive e per conferire al prodotto finito una buona resistenza alle sollecitazioni. Nel ciclo cardato invece vengono utilizzate prevalentemente fibre corte e per ovviare al problema descritto viene aggiunta una piccola parte di fibre lunghe, chiamata rinforzo.
Al momento della filatura la lana rigenerata si presenta sempre con fibre molto corte, dovute alle lavorazioni precedenti e quindi necessita di una lavorazione come la cardatura. Oltre alla lana possono essere rigenerate anche altre fibre, come ad esempio il cashmere.